# Julie Fedorchak
Julie Fedorchak, née Liffrig le 28 septembre 1968 à Williston, dans le Dakota du Nord, est une femme politique américaine, membre de la Commission pour la fonction publique du Dakota du Nord (en) et candidate au Congrès des États-Unis. Elle est nommée à la commission par le gouverneur Jack Dalrymple en décembre 2012 et est facilement réélue à ce poste trois fois : pour un mandat de deux ans en 2014, pour un mandat de six ans en 2016 et pour un autre mandat de six ans en 2022,.
En novembre 2024, elle est élue à la Chambre des représentants des États-Unis pour le Dakota du Nord en remplacement de Kelly Armstrong.

## Biographie
Fedorchak est née à Williston, dans le Dakota du Nord, en 1968. Elle est la plus jeune des 8 enfants de Duane et Doris Liffrig. Duane était auparavant commissaire des autoroutes auprès de l'ancien gouverneur du Dakota du Nord, Allen I. Olson (en).
Fedorchak est diplômée de l'université du Dakota du Nord avec un baccalauréat ès arts en journalisme. Elle est ensuite devenue directrice de la communication du gouverneur Ed Schafer avant de devenir chroniqueuse pour le Bismarck Tribune et de faire de nombreux autres travaux médiatiques.
Fedorchak siège également à de nombreux conseils d'administration.

## Commission de la fonction publique
En décembre 2012, le gouverneur Jack Dalrymple nomme Fedorchak à la Commission du service public du Dakota du Nord après qu'un siège se soit libéré. Elle remporte ensuite l'élection pour occuper le siège en 2014. Peu après avoir été pleinement élue à la commission, Fedorchak est également rapidement élue à la présidence de la commission pour un mandat de deux ans.
Fedorchak est ensuite réélue en 2016 et en 2022 avec de larges marges.
Fedorchak supervise et assiste la commission dans de nombreux projets et investissements tout en offrant des informations transparentes.

## Course à la Chambre des représentants des États-Unis en 2024
En février 2024, Fedorchak annonce son entrée dans la course pour le siège pour le Dakota du Nord de la Chambre des représentants des États-Unis,.
Fedorchak cite des questions telles que l'avortement, l'énergie et l'agriculture comme des problèmes sur lesquels elle se concentrera en tant que représentante. Ses principaux adversaires aux primaires sont l'ancien représentant de l'État Rick Becker (en), l'agriculteur Alex Balazs, l'activiste Sharlet Mohr et Miss America 2018 Cara Mund pour la nomination républicaine,,.
Fedorchak est la candidate qui reçoit le plus de soutiens au niveau des États, y compris plus de cinquante législateurs, le sénateur américain John Hoeven, le gouverneur Doug Burgum et l'ancien président Donald Trump,.
Lors de la convention d'approbation du NDGOP, le candidat Rick Becker encourage ses partisans à inscrire des bulletins de vote spoiler pour empêcher une approbation de passer,. Après deux votes infructueux, Fedorchak retire son soutien pour permettre à la convention de continuer, donnant ainsi son soutien à Alex Balazs.
Lors des primaires du 11 juin, Fedorchak remporte la nomination républicaine avec 46 % des voix. Elle affronte le démocrate Trygve Hammer lors des élections générales.
Peu de temps après les primaires, la campagne de Fedorchak dépose une plainte de la Commission électorale fédérale concernant une ingérence après qu'une masse de SMS et de courriels ait été envoyés affirmant à tort qu'elle avait abandonné la course le jour de l'élection,,. Elle est finalement élue à la Chambre des représentants le 5 novembre 2024 avec une écrasante majorité de 69,5 % des voix, avant de prendre ses fonctions le 3 janvier 2025.